# Spinostropheus gautieri
Spinostropheus gautieri es la única especie conocida del género extinto Spinostropheus ("gr "vértebra espina") de dinosaurio terópodo ceratosauriano que vivió a mediados del período el Jurásico, entre 167 a 164 millones de años, desde el Bathoniense al Calloviense, en lo que es hoy África. Spinostropheus era un terópodo relativamente pequeño. En 2010, Gregory S. Paul estimó su longitud en 4 metros y su peso en 200 kilogramos.  En 2012 Thomas R. Holtz Jr dio una longitud de 6,2 metros. En 2016, Molina-Pérez & Larramendi dieron una estimación más alta de 8,5 metros  y 600 kg para el espécimen MNN TIG6 conocido de un cúbito.
En 1959, Albert-Félix de Lapparent excavó algunos fósiles cerca de Oued Timmersöi, al oeste de In Tedreft en el desierto de Agadez en sedimentos de la Formación Tiouraren de la actual Níger. Entre los hallazgos estaban los restos de un terópodo. En 1960, de Lapparent, basándose en esos fósiles, nombró una segunda especie de Elaphrosaurus, Elaphrosaurus gautieri. El nombre de la especie es en honor de François Gautier, el descubridor de la localidad tipo.
En 2004, Paul Sereno, John Wilson y John Conrad lo denominaron como un género separado: Spinostropheus. El nombre del género se deriva del término en latín spina, "espina", y el griego στροφεύς, stropheus, "vértebra", en referencia a los procesos epipofisiales de las vértebras cervicales, los cuales son prominentes y aplanados dorsoventralmente.
El espécimen holotipo, MNHN 1961-28, fue hallado en una capa de la Formación Tiouraren que data de las épocas del Bathoniense al Oxfordiense De Lapparent había presumido que los estratos databan del Cretácico Inferior. Los restos consisten de una vértebra cervical, siete piezas de las dorsales, tres piezas del sacro, cinco vértebras de la cola, un húmero, el extremo inferior de un hueso del pubis, el extremo inferior de un fémur, una pieza de la tibia, una pieza del peroné, un metatarsiano, cuatro piezas adicionales del metatarso y una falange de un dedo del pie. Los paratipos fueron un cúbito, un metatarso y un segundo esqueleto parcial consistente en elementos de las vértebras y de las extremidades. En 2004, Sereno et.al. refirieron un tercer esqueleto, el espécimen MNN TIG6 que consiste en series de vértebras cervicales y dorsales junto con algunas costillas.
En 2002, un análisis cladístico realizado por Sereno et al. encontró que Spinostropheus es el taxón hermano de Abelisauria. En este estudio solo se tomaron en cuenta los datos del espécimen MNN TIG6. Análisis posteriores han confirmado la interpretación original de que era un ceratosaurio basal, situado por fuera de Neoceratosauria, y más cercanamente relacionado en el árbol evolutivo a Elaphrosaurus.